# Овсяниково (Удомельский район)
Овсяниково — деревня в Удомельском городском округе Тверской области.

## География
Деревня находится в северной части Тверской области на расстоянии приблизительно 20 км на север-северо-запад по прямой от железнодорожного вокзала города Удомля на юго-восточном берегу озера Ульстим.

## История
Деревня известна с 1478 года. В 1859 году принадлежала помещице А. И. Колзаковой. Здесь было учтено дворов (хозяйств) 4 (1859 год), 14 (1886), 15 (1911), 15 (1958), 15 (1986), 12 (1999). В советский период истории здесь действовали колхозы «Красный Бор», «Красный Бережок», «Первомайский» и «Бережок».
До 2015 года входила в состав Котлованского сельского поселения до упразднения последнего. С 2015 года в составе Удомельского городского округа.

## Население
Численность населения: 34 человек (1859 год), 87 (1886), 86 (1911), 36 (1958), 28 (1986), 34 (1999), 55 (русские 91 %) в 2002 году, 33 в 2010.